# Paul Mestdagh
Paul Mestdagh (Antwerpen, 3 september 1947) is een Belgisch voormalig volleyballer.

## Levensloop
Mestdagh was actief bij het Belgisch volleybalteam, waarmee hij onder meer deelnam aan de Olympische Zomerspelen van 1968.